# 陳宥丞
陳宥丞（1986年4月30日—），臺灣政治人物，台灣民眾黨籍，現任臺北市議會議員。出生於臺北市內湖區，自幼跟隨黃珊珊團隊，2022年九合一選舉中當選臺北市議員（內湖區、南港區）。

## 生平

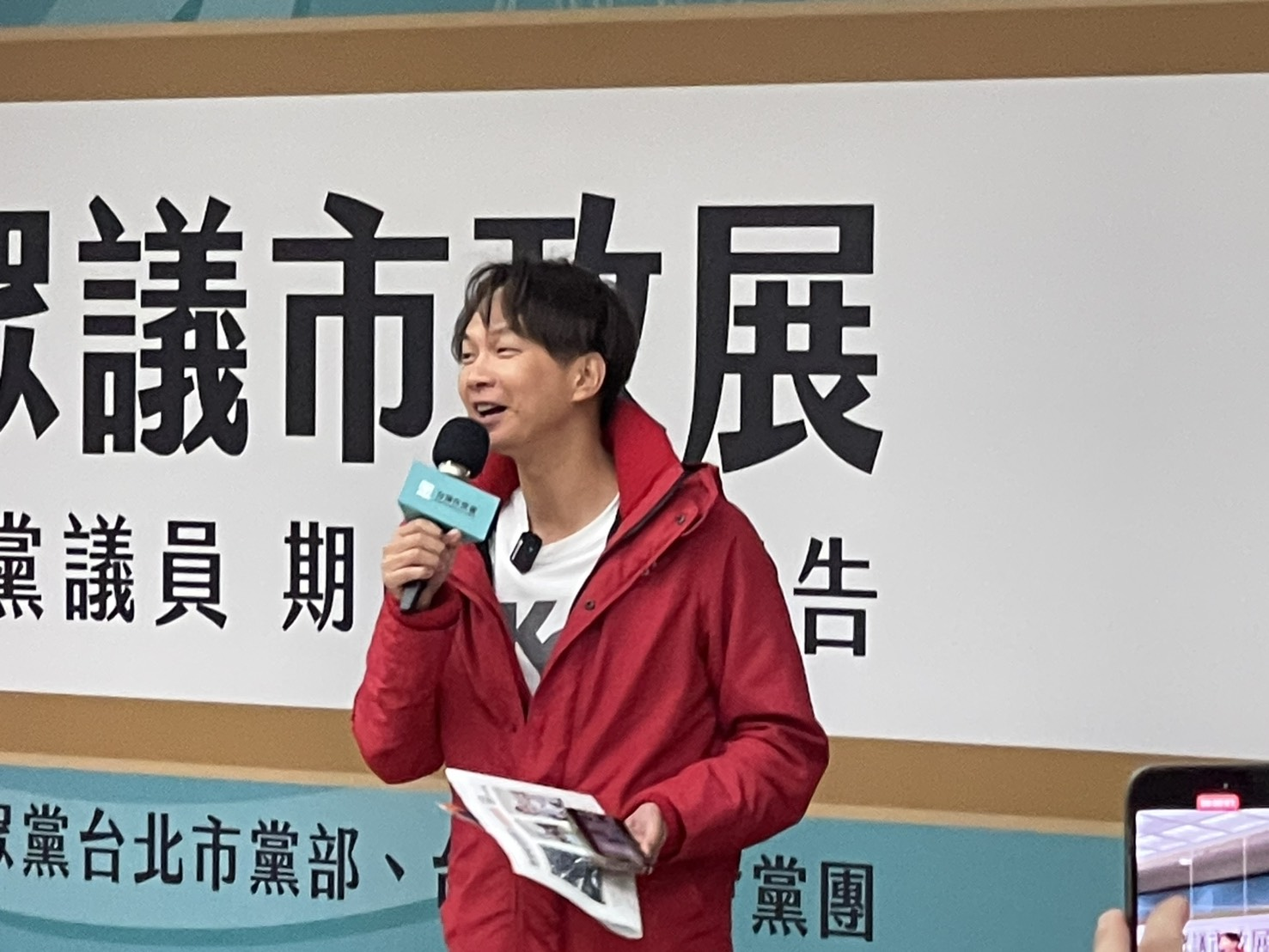
陳宥丞參與民眾黨台北市議會市政展

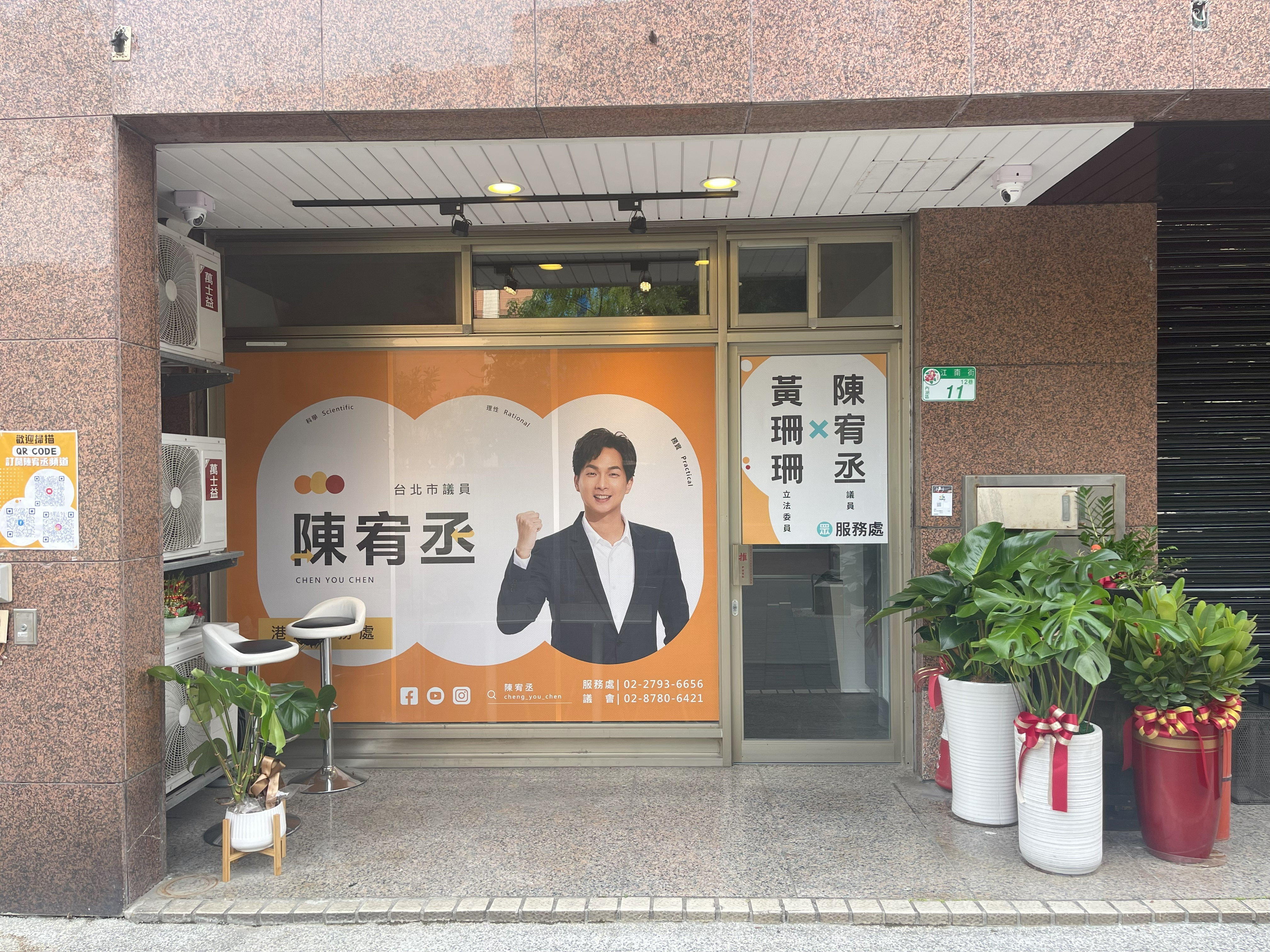
臺北市議員陳宥丞服務處，也是立法委員黃珊珊服務處，鄰近臺北捷運文湖線港墘站。

陳宥丞出生於臺北市內湖區，單親家庭出身。1998年起被託付予黃珊珊服務處，並開始為其助選臺北市議員。

## 選舉紀錄
| 年度 | 選舉屆數               | 選舉區           | 所屬政黨   | 得票數 | 得票率 | 當選標記 | 備註 |
| ---- | ---------------------- | ---------------- | ---------- | ------ | ------ | -------- | ---- |
| 2022 | 第十四屆臺北市議員選舉 | 臺北市第二選舉區 | 臺灣民眾黨 | 25,899 | 12.57% |          |      |

## 外部連結
- 陳宥丞的Facebook專頁
- 陳宥丞的Instagram帳戶
- YouTube上的陳宥丞頻道